# John Ferguson (cầu thủ bóng đá, sinh năm 1904)
John Joseph Ferguson (12 tháng 12 năm 1904 – 23 tháng 2 năm 1973) là một cầu thủ bóng đá người Anh thi đấu cho nhiều câu lạc bộ ở vị trí tiền đạo.

## Câu lạc bộ
Ông đầu quân cho Grimsby Town, Workington, Spen Black and White, Wolverhampton Wanderers, Watford, Burton Town, Manchester United, Derry City, và Gateshead.